# 電路擾動

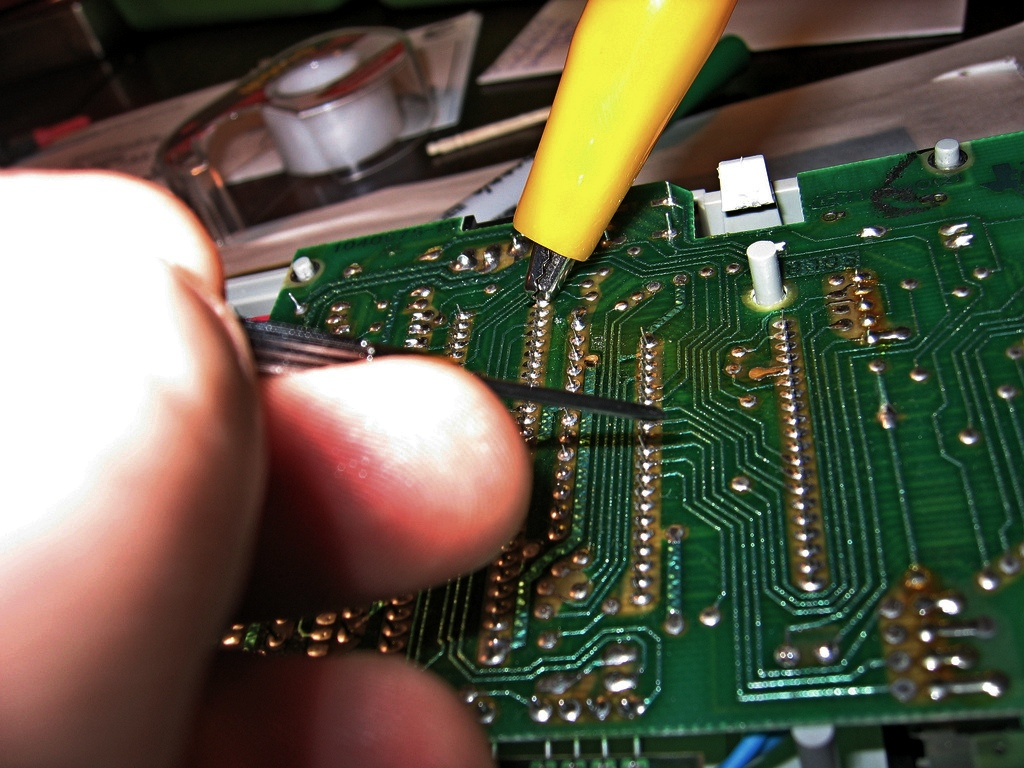
用珠寶商的螺絲刀和鱷魚夾探測「擾動」

電路擾動，又稱作電路彎曲（Circuit bending），是指對電子裝置中的電路進行創造性、偶然性的客製化，例如低電壓、電池供電的吉他效果器、兒童玩具和數位合成器等，藉此創造全新的音樂、可視化的樂器及音源。
電路擾動的技術強調自發性和隨機性，通常與噪音音樂有關聯，不過已經有許多更傳統的當代音樂家和音樂團體去嘗試這種 「彎曲 」的樂器。電路擾動通常會將機器拆開，加入開關、電位器等改變電路的元件。

## 參見

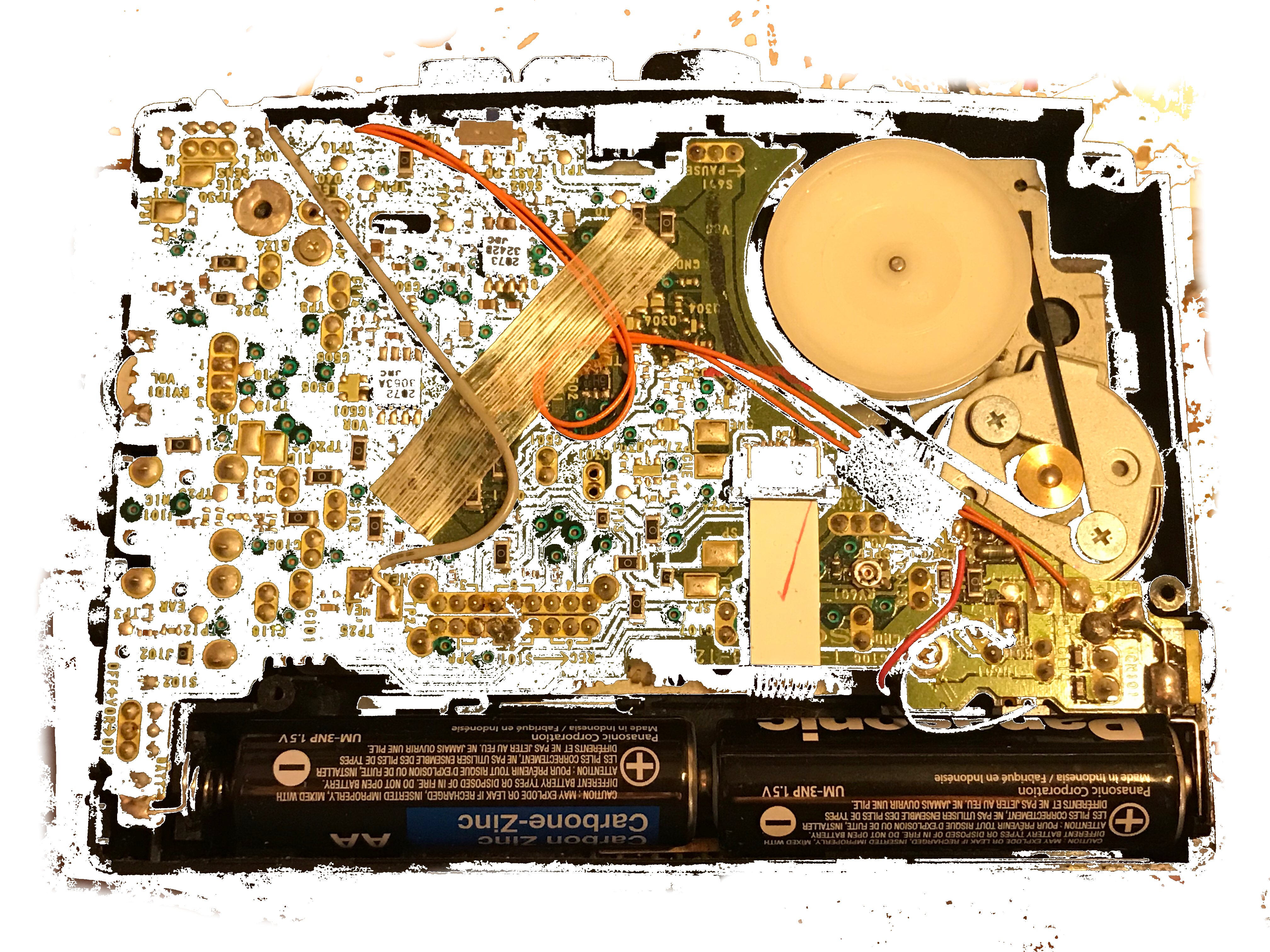
電路擾動的隨身聽

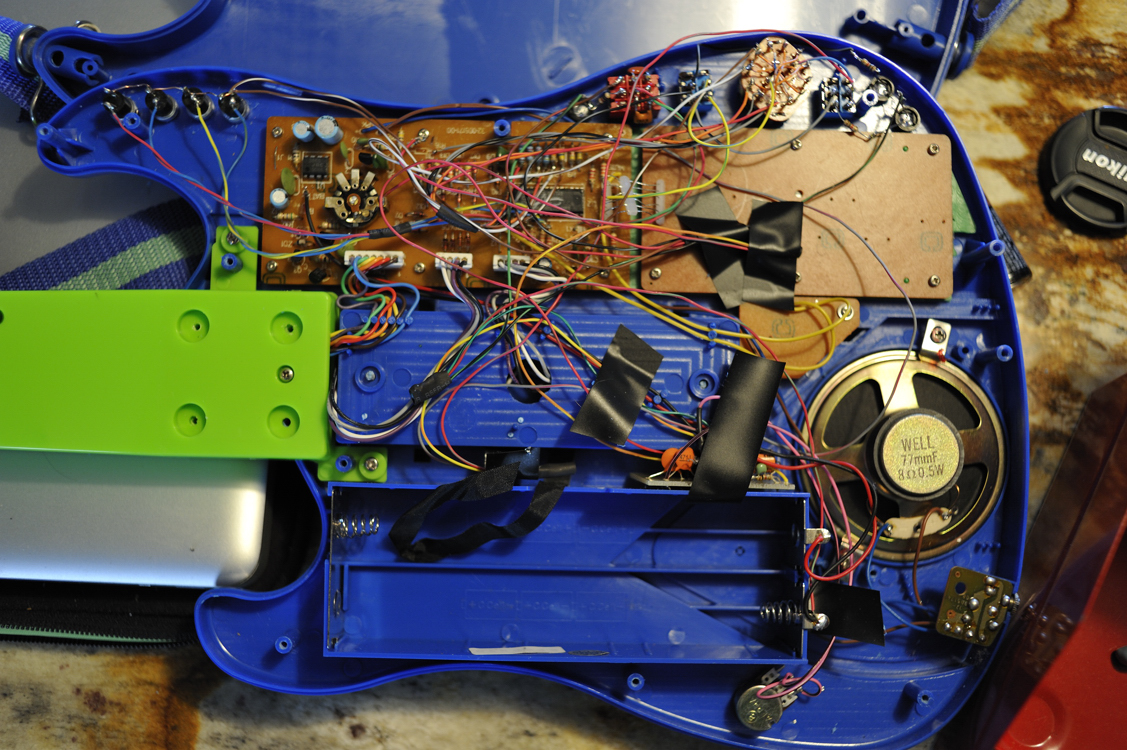
在一項電路擾動的專案中，使用1989年的Kawasaki玩具吉他

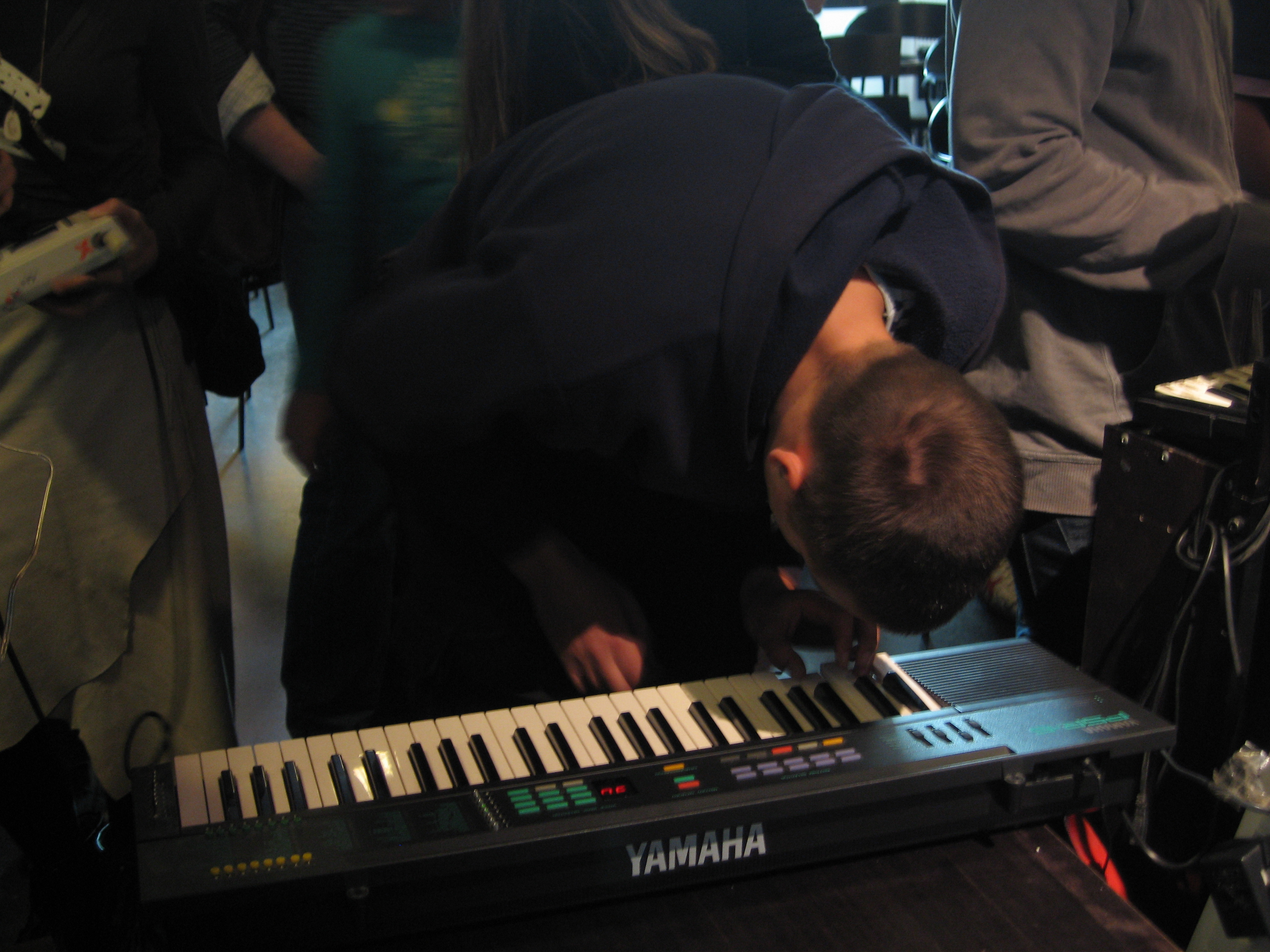
在電路擾動專案中用到的Yamaha PSR-6。

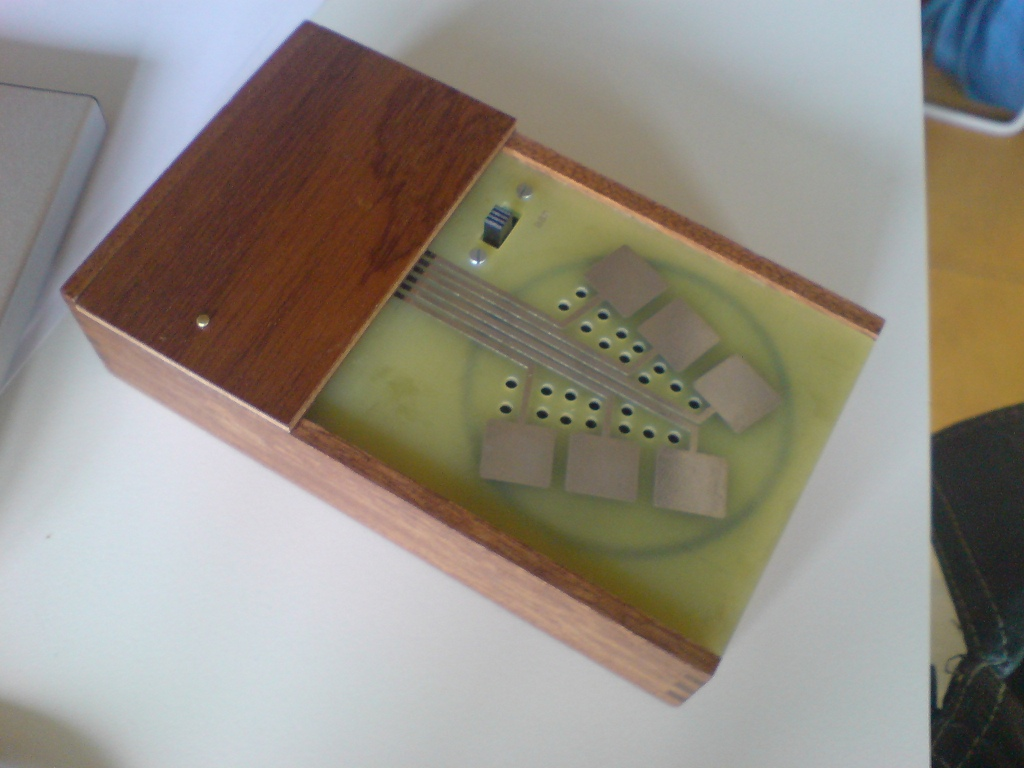
克拉克噪響器（Kraakdoos）。